# Coyame
Coyame (tên chính thức: Santiago de Coyame) là thị trấn ở bang Chihuahua của México. Nó đóng vai trò là thủ phủ của Khu tự quản Coyame del Sotol. 
Theo cuộc Điều tra dân số INEGI năm 2010, thị trấn báo cáo tổng dân số là 709 người.
Thị trấn này được nhà thám hiểm người Tây Ban Nha Juan Antonio Traviña y Retes thành lập vào năm 1715.
Coyame cũng là nơi có suối nước nóng và hệ thống hang động.